# 性感海滩
性感海灘，又名沙灘性愛、激情海岸，是一种有着多种变体的鸡尾酒。

## 基本类型
该酒有两种基本类型：
- 第一种是由伏特加，桃味烈酒，橙汁和蔓越莓汁。这种是國際調酒師協會官方雞尾酒。
- 第二种是由伏特加，香博树莓力娇酒，蜜多麗蜜瓜利口酒（英语：Midori Melon Liqueur），鳳梨汁和蔓越梅汁调制。该方法列于《波士顿先生》（英语：Old Mr. Boston）官方调酒师指南中。[1]

将原料一块放于雪克杯中摇匀后倒入高球杯。

## 变种
一些变种有时也用相同的名字：
- 硬石餐厅的配方也是基于第二种方法的，需要伏特加，蜜多麗，香博树莓力娇酒，柠檬汁，鳳梨汁和糖浆，摇匀并倒入装有冰块的可林杯。
- 还有变种同时使用橙汁和菠萝汁。
- 有时会以椰子朗姆代替伏特加。
- 红石榴糖浆有时也会用来代替蔓越莓汁。
- 阿玛雷托有时会被加入以制造特别口味。

有一些衍生出的变种拥有自己的名字：
- 性感火焰（Sex on Fire）是以火球肉桂威士忌（英语：Fireball Cinnamon Whisky）来代替伏特加。[來源請求]
- 「Woo Woo」是没有橙汁的性感海灘。[來源請求]
- 没有酒精的性感海灘变种一般被称为安全海灘（Safe Sex on the Beach）、磨蹭海灘（Dry Humping on the Beach）或處女海灘（Virgins on the Beach）。[來源請求]